# Dagonville
Dagonville ist eine französische Gemeinde mit 86 Einwohnern (Stand 1. Januar 2022) im Département Meuse in der Region Grand Est (bis 2015 Lothringen). Sie gehört zum Kanton Vaucouleurs im Arrondissement Commercy.

## Geografie
Die Gemeinde liegt 15 Kilometer nordwestlich der Arrondissements-Hauptstadt Commercy.

## Bevölkerungsentwicklung
| Jahr      | 1962 | 1968 | 1975 | 1982 | 1990 | 1999 | 2010 | 2019 |
| Einwohner | 127  | 106  | 94   | 91   | 85   | 77   | 82   | 83   |

## Sehenswürdigkeiten
- Kirche Saint-Martin